# Alcohólika
Alcoholika (también conocidos como Alcoholika La Christo) es una banda de género industrial metal de Bolivia, se formó en la ciudad de La Paz en la década de 1990.

## Historia
Alcoholika La Christo fue fundada por el cantante, productor e instrumentista boliviano Viko Paredes. Tras desarrollar proyectos musicales en Estados Unidos, regresó a Bolivia en 1995 y consolidó la propuesta artística de la banda, enfocada inicialmente en el metal industrial con influencias góticas y electrónicas.
Ese mismo año, lanzaron su primer álbum, Agonika, bajo el sello Discolandia. El disco contiene temas en inglés y español, y fue una de las primeras producciones del país en fusionar líricas bilingües con un enfoque industrial, sentando las bases del sonido característico de la banda.
En 1997, lanzaron su segundo álbum, La Christo, con un sonido más agresivo y oscuro. El sencillo “Witches & Vampires” fue acompañado por un videoclip que alcanzó notoriedad tras su difusión en medios internacionales, incluyendo el programa Headbangers Ball de MTV, donde recibió comentarios positivos por su estética y producción.
En 2001 publicaron su tercer álbum, Toxicnology, compuesto por 20 temas. Este trabajo marcó un giro estilístico al integrar por primera vez elementos autóctonos andinos en la estructura del metal industrial. La canción “Raza de Bronce” se considera una de las primeras fusiones estructuradas entre el metal y la música andina, al incorporar escalas tradicionales, instrumentos autóctonos y temáticas culturales en su composición. Su letra propone una revolución enfocada en el crecimiento personal, mental y espiritual, en oposición a la violencia física. La consigna “muerte al imperio” simboliza la resistencia frente a cualquier sistema opresivo que busque someter a los pueblos originarios. Este enfoque consolidó a Alcoholika como pioneros del folk metal andino, influyendo en otras bandas de la región.
En 2006, Toxicnology fue relanzado en dos partes (Part I y Part II) bajo el sello Watermelon Entertainment. El material fue distribuido en 23 países por sellos como Universal, Locomotive Records, Warner y Soulfood, ampliando significativamente su alcance internacional.
En 2007 lanzaron Nación Alcoholika, álbum que incluyó la banda sonora de la película boliviana ¿Quién mató a la llamita blanca?, además de versiones de clásicos como “Celia” y “Viva Santa Cruz” adaptados al estilo de la banda.
En 2008 presentaron el álbum Santificato, que incluye temas como “Puerkos”, “I Am Bolivia”, “Frío” y “Dramatik Tragik Dance”. La canción “I Am Bolivia” continúa la línea de reivindicación cultural introducida en trabajos anteriores. Tras este lanzamiento, la banda se retiró temporalmente de los escenarios por motivos personales.
En 2014, Alcoholika regresó con una reedición de su balada “Rain”, titulada “Bluerain”, y en 2015 lanzaron el sencillo “Sikuri”, como adelanto del nuevo álbum. En 2017 publicaron Delithium, una producción que consolidó su identidad fusionando metal industrial con sonoridades ancestrales.
Ese mismo año en el disco Delithium, la banda colaboró con la reconocida artista andina Luzmila Carpio en la canción “Warmikuna Yupaychasqapuni Kasunchik”, incluida en Delithium. Esta colaboración fusionó el canto ancestral de Carpio, cantado íntegramente en quechua, con la estética oscura e industrial de Alcoholika. La pieza destaca por reivindicar el rol de la mujer andina en la cosmo visión ancestral y recibió reconocimiento por su audaz cruce de géneros, reafirmando el compromiso de la banda con la integración cultural y la experimentación sonora.
A lo largo de los años, la formación de la banda ha variado. En sus alineaciones más recientes han participado Viko Paredes (voz, 1ra guitarra), Vito Paredes (bajo, voz), Pablo Heredia (batería) y Jaime Kawai (2da guitarra).

## Biografía
ALCOHOLIKA LA CHRISTO, banda oriunda de La Paz, Bolivia, fue fundada por Viko Paredes a comienzos de los años 90. 
Agonika el primer álbum del grupo fue grabado en EE. UU. y lanzado el año 1995, de este disco se destaca la canción Rain, primer tema en incursionar en la mezcla del español e inglés en Bolivia.
las canciones que más se destacaron en este álbum de 8 temas . Asesinos y Violetas muertas.
Al regresar Viko a Bolivia graba el álbum titulado La Christo, lanzado el año 1997, el sonido y concepto del disco llegan a ser mucho más agresivos y audaces que en el primer álbum.
Este álbum contiene 15 canciones.de las cuales destacan Inferno, Hatechronik, Hellkroist, Melancolía , Dichtomy y Witches & Vampire, cuyo videoclip es lanzado por el programa Headbangers Ball de MTV y recibiendo la mención de tener una presentación increíble.
El tercer proyecto, Toxicnology, fue lanzado en 2001 e incluye 20 temas. Entre las canciones más destacadas se encuentran "Je t’Aime Desolation", "Sueños", "Toxicnology", "Tristezza" y "Raza de Bronce". Esta última marca un punto de inflexión en la propuesta artística de la banda, al incorporar por primera vez elementos autóctonos andinos dentro de una estructura de metal industrial. A la fecha de su lanzamiento, no existían registros de bandas que hubieran fusionado el metal con el folklore andino de forma tan estructural y conceptual, lo que posiciona a Alcoholika La Christo como pioneros del folk metal andino y etno metal a nivel regional e incluso mundial.
"Raza de Bronce" no solo integra instrumentos autóctonos, escalas y ritmos andinos, sino que también introduce una narrativa lírica profundamente arraigada en la identidad cultural y en la reivindicación de los pueblos originarios. Su mensaje representa una revolución no basada en armas o violencia física, sino en el crecimiento personal, mental y espiritual del ser humano. La consigna “muerte al imperio” dentro del tema no hace referencia a una confrontación bélica, sino a la liberación frente a cualquier forma de opresión que busque manipular o someter a estos pueblos. La canción plantea una ruptura con la ideología musical convencional de la época y establece una nueva corriente donde la fuerza del metal se combina con un discurso de resistencia cultural y transformación interna.
En marzo de 2006, Toxicnology es editado esta vez en dos partes Toxicnology Part I y Toxicnology Part II y es lanzado bajo licencia de (Watermelon Entertainment) Rockseed Records en más de 18 Países de Europa.EE. UU. y México bajo sellos como Universal , Warner , Locomotive Records, Soulfood entre otras .
Para el año 2007 se lanza "Nación Alcoholika" Soundtrack de la película Boliviana "Quien mató a la llamita Blanca",
Celia es una reedición hecha para la película a pedido de Roberto Lanza y Rodrigo Bellot. En este álbum también se destacan la versión de "Viva Santa Cruz al estilo de la banda.
Año 2008
Santificato contiene 11 temas .Las canciones más conocidas vienen a ser Puerkos, i Am Bolivia,I love you Death, Frío y Dramatik Tragik Dance.Praedicatio y Asphyxia.
Poco después la banda se despide de los escenarios debido a problemas personales.
El año 2014 se anuncia el regreso de la banda lanzando para octubre de ese año una reedición de una de sus primeras canciones con las cuales se hizo conocer como ser la balada "Rain".Bajo el nombre de "Bluerain"
En mayo de 2015 se hizo el lanzamiento de "Sikuri" adelanto del nuevo álbum.
En octubre de 2017 se lanza el álbum "Delithium"

## Discografía
- 1995 Agónica
- 1998 Alcoholika La Christo
- 2001 Toxicnology Versión completa
- 2006 Toxicnology Part I Versión para Europa y EE. UU.
- 2006 Toxicnology Part II Versión para Europa y EE. UU.
- 2007 Nación Alcoholika
- 2008 Santificato
- 2017 Delithium

## Integrantes en la actualidad
- Viko Paredes (líder fundador, guitarrista y vocalista)
- Vito Paredes (bajista y vocalista)
- Jaime Kawai (guitarra rítmica)
- Pablo Heredia (baterista)